# Sveti Križ (Tuhelj)
Sveti Križ est un village de la municipalité de Tuhelj (comitat de Krapina-Zagorje) en Croatie. Au recensement de 2011, le village comptait 474 habitants.